# 사쿠라이 레이카
사쿠라이 레이카(일본어: 桜井 玲香 さくらい れいか[*], 1994년 5월 16일 ~ )는 일본의 아이돌 출신 여배우, 모델이며, 여성 아이돌 그룹 노기자카46의 전 멤버이자, 초대(初代) 캡틴이었다. 가나가와현 출신이다.

## 약력
- 유치원생 때부터 가톨릭계 여자 일관 학원에 다니는 소학생 시절에 운동회의 단장과 반장을 지냈다. 중학생 때 어머니에게 이끌려 조경 교실에 다니던 것이 계기로 꽃꽂이가 좋아서 꽃꽂이부에 들어갔다. 또 수영, 체조, 테니스, 피아노를 배웠다. 고교 2학년 봄, 진로 고민할 때 노기자카46의 1기생 오디션을 권유했다. 당초는 팝송이나 락을 좋아했기 때문에 아이돌 가수가 될 생각은 없었지만, 소니 뮤직 엔터테인먼트의 아티스트가 좋아했기 때문에, 노기자카46의 1기생 오디션에 관심을 가졌다. 또, 어린 시절부터 음악과 드라마를 좋아해서 가수나 배우를 동경해 중학생 때부터 장래의 꿈으로서 배우를 내세워 연예계를 지향했던 경험도 있어 좋아하는 노래와 춤을 직업으로 하기 위해 오디션에 응시하기로 했다.
- 2011년 8월, 노기자카46의 오디션에서 합격해, 멤버가 되었다.
- 2012년 2월 5일, 《노기자카는 어디?》(TV 아이치)에서 잠정 캡틴 취임되었다.
- 2012년 2월 22일, 노기자카46로서 Sony Music Records로부터 〈빙글빙글 커튼〉으로 CD 데뷔.
- 2012년 6월 17일, 노기자카46의 정식 캡틴에 취임.
- 2013년 3월 9일, 고등학교 졸업.
- 2013년 3월 13일, 5th 싱글 〈너의 이름은 희망〉의 커플곡 〈사이코키네시스의 가능성〉 유닛에서 첫 센터를 맡았다.
- 2013년 4월, 대학에 진학해, 사회학과에 재적.
- 2013년 4월 6일, TV 드라마 《BAD BOYS J》에 첫 정규 출연.
- 2013년 11월 13일, 음악방송 〈스페샤 에리어〉(스페이스 샤워 TV)에 첫 단독 레귤러 출연했다.
- 2017년 3월 7일, NHK 어학 프로그램 'TV로 한글강좌'에 레귤러로 발탁되었다.
- 2019년 7월 8일, 동년 9월 1일에 메이지 진구 야구장에서 《노기자카46 한여름의 전국 투어 2019》 공연을 마지막으로 노기자카46를 졸업하는 것을 자신의 블로그에서 발표.
- 2019년 9월 1일, 노기자카46를 졸업. 졸업 후에는 여배우로서 활동을 계속할 예정이다.

## 인물
- 애칭은 레이카, 캡. 노기자카46의 캡틴. 노기자카46 결성 당시에는 캡틴이 정해지지 않았지만, 1st 싱글 〈빙글빙글 커튼〉에서 임시 캡틴으로 임명돼 3rd 싱글 〈달려라! Bicycle〉에서 정식 캡틴에 취임했다.
- 모찌네타는 "호프 스텝의 회초리"이다. 온과 오프를 전환하려고는 생각지 않고 프로그램에서 말하는 것은 거의 거짓없이 있는 그대로이다. 50m는 7초 88이다.
- 존경하는 인물은 요시즈미 와타루의 만화 《잘생긴 그녀》의 주인공 하기와라 미오.
- 좋아하는 음식은 행인두부, 골든 키위이다.

## 노기자카46에서의 참가곡

### 싱글 CD 선발곡
- ぐるぐるカーテン / 빙글빙글 커튼
  - 会いたかったかもしれない / 만나고 싶었을지도 몰라
  - 失いたくないから / 잃고 싶지 않으니까
  - 白い雲にのって / 흰 구름에 올라
  - 乃木坂の詩 / 노기자카의 시
- おいでシャンプー / 이리와 샴푸
  - 心の薬 / 마음의 약
  - ハウス! / 하우스!
- 走れ!Bicycle / 달려라! Bicycle
  - 人はなぜ走るのか? / 사람은 왜 달리는가?
  - 音が出ないギター / 소리가 나지 않는 기타
- 制服のマネキン / 제복의 마네킹
  - 指望遠鏡 / 손가락 망원경
  - ここじゃないどこか / 여기가 아닌 어딘가
  - 指望遠鏡〜アニメ版〜 / 손가락 망원경~애니메이션판~
- 君の名は希望 / 너의 이름은 희망
  - シャキイズム / 샤키이즘
  - ロマンティックいか焼き / 로맨틱 오징어 야키
  - サイコキネシスの可能性 / 사이코키네시스의 가능성
- ガールズルール / 걸즈 룰
  - 世界で一番 孤独なLover / 세상에서 가장 고독한 Lover
  - 他の星から / 다른 별에서
  - 人間という楽器 / 인간이라고 하는 악기
- バレッタ / 바레트
  - 月の大きさ / 달의 크기
  - そんなバカな・・・ / 그런 바보같은・・・
  - 私のために 誰かのために / 나를 위해서 누군가를 위해서
  - やさしさとは / 상냥함이라는 것은
  - 月の大きさ〜アニメ版〜 / 달의 크기~애니메이션판~
- 気づいたら片想い / 깨닫고 보니 짝사랑
  - ロマンスのスタート / 로맨스의 스타트
  - 吐息のメソッド / 한숨의 메서드
  - ダンケシェーン / 당케 쇤
- 夏のFree&Easy / 여름의 Free&Easy
  - 何もできずにそばにいる / 아무것도 못한 채 곁에 있는다
  - 無口なライオン / 말 없는 라이온
  - 僕が行かなきゃ誰が行くんだ? / 내가 안 가면 누가 가?
- 何度目の青空か? / 몇 번째 푸른 하늘인가?
  - 遠回りの愛情 / 멀리 돌아가는 애정
  - 転がった鐘を鳴らせ! / 굴러간 종을 울려라!
  - 私、起きる。 / 나, 일어나.
  - Tender days
- 命は美しい / 생명은 아름다워

### 앨범 CD 선발곡
- 《透明な色 투명한 색》에 수록
  - 誰かは味方 / 누군가는 아군
  - 僕がいる場所 / 내가 있는 장소

## 출연

### 드라마
- BAD BOYS J (2013년 6월 22일, 닛폰 TV) - 미야시타 마리야 역
- 바다 위의 진료소 제1화 (2013년 10월 14일, 후지 TV) - 여대생 역
- 연속 드라마 W 천사의 칼 (2015년 2월 22일 ~ , WOWOW) - 카페 점원, 니시나 아유미 역

### 그 외 텔레비전 프로
- 스페샤 에리어 (2013년 11월 3일, 스페이스 샤워 TV)

### 영화
- 극장판 BAD BOYS J -마지막으로 지키는 것- (2013년 11월 9일, 쇼게이트) - 미야시타 마리야 역

### 무대
- Mr. 카미나리 (2014년 10월 25일 ~ 11월 9일, 선샤인 극장) - 우스키 나나논 역